# Брудно (станція метро)
Брудно (пол. Bródno) — станція лінії М2 Варшавського метрополітену. Розташована в районі Таргувек на вулиці Кондратовича поблизу з перехрестям вулиць Рембелінської та Василіянської.

## Опис
Вона є останньою станцією правобережної частини лінії M2, хоча плани районної ради Бялоленка передбачали варіант, що одна зі станцій мала розташовуватися в тому районі.
Будівництво станції розпочалося у 2019. У грудні 2019 під час будівництва було викопано кості двох бізонів.
Назву станції затвердила Варшавською міською радою в серпні 2020.
Станцію для пасажирів відчинили 28 вересня 2022 року.